# 데이비드 월리엄스
데이비드 월리엄스(영어: David Walliams, OBE, 영어 발음: /ˈwæljəmz/, 1971년 8월 20일 ~ )는 잉글랜드의 희극인, 배우이다. 아동 문학 작가, 각본가, 제작자로도 활동했다.

## 출연 작품

### 영화
- 새벽의 황당한 저주 (2004)
- 런, 팻보이, 런 (2007)
- 스타더스트 (2007)
- 버진 테리토리 (2007)
- 나니아 연대기: 캐스피언 왕자 (2008)
- 디너 게임 (2010)
- 마마듀크 (2010)
- 위대한 유산 (2012)
- 저스틴 (2013)
- 잃어버린 세계를 찾아서 (2019)
- 머더 미스터리 (2019) - 토비 퀸스 역

### 텔레비전
- 더 빌 (2002)
- 이스트엔더스 (2003)
- 허슬 (2004)
- 닥터 후 (2011)
- 브리튼스 갓 탤런트 (2012-22) - 심사위원

## 서훈
- 2017년 대영 제국 훈장 4등급(OBE) 수훈[1]